# Bahnstrecke Merzig Süd–Büschfeld
| |                      |                                             |                                             |
| Streckennummer (DB): | 3218                 |                                             |                                             |
| Kursbuchstrecke (DB): | ehem. 265f           |                                             |                                             |
| Kursbuchstrecke: | 265m (1946)          |                                             |                                             |
| Streckenlänge: | 22,5 km              |                                             |                                             |
| Spurweite: | 1435 mm (Normalspur) |                                             |                                             |
| |                      |                                             |                                             |
| \| \| \| Primstalbahn von Nonnweiler (DB) \| \| \| \| 22,5 \| Büschfeld (MBE) \| Büschfeld (MBE) \| \| \| \| Primstalbahn nach Lebach \| \| \| \| 21,7 \| Prims \| Prims \| \| \| 19,6 \| Nunkirchen (bis hier Trasse geräumt) \| Nunkirchen (bis hier Trasse geräumt) \| \| \| 17,7 \| B 268 \| B 268 \| \| \| 17,6 \| Münchweiler \| Münchweiler \| \| \| 17,2 \| Homanit (früher HoLo) Werksgelände \| Homanit (früher HoLo) Werksgelände \| \| \| 16,9 \| B 268 \| B 268 \| \| \| 16,6 \| Dellborner Mühle (Anfang Museumszugbetrieb) \| Dellborner Mühle (Anfang Museumszugbetrieb) \| \| \| 15,2 \| Niederlosheim \| Niederlosheim \| \| \| 12,6 \| Losheim (Saar) \| Losheim (Saar) \| \| \| \| (1920–1935 Grenze des Saargebiets) \| \| \| \| 7,4 \| Bachem \| Bachem \| \| \| 4,9 \| Merzig-Brotdorf \| Merzig-Brotdorf \| \| \| 1,8 \| Merzig (Saar) Ost (Ende Museumszugbetrieb) \| Merzig (Saar) Ost (Ende Museumszugbetrieb) \| \| \| \| Saarstrecke von Trier \| \| \| \| \| Merzig (Saar) \| \| \| \| 0,0 \| Merzig, Anschluss (später Merzig Süd) \| Merzig, Anschluss (später Merzig Süd) \| \| \| \| Saarstrecke nach Saarbrücken \| \| Kilometrierungen differieren je nach Quelle |                      |                                             |                                             |
| Strecke (außer Betrieb) |                      | Primstalbahn von Nonnweiler (DB)            | Primstalbahn von Nonnweiler (DB)            |
| Bahnhof (Strecke außer Betrieb) | 22,5                 | Büschfeld (MBE)                             | Büschfeld (MBE)                             |
| Abzweig geradeaus und nach links (Strecke außer Betrieb) |                      | Primstalbahn nach Lebach                    | Primstalbahn nach Lebach                    |
| Brücke über Wasserlauf (Strecke außer Betrieb) | 21,7                 | Prims                                       | Prims                                       |
| Bahnhof (Strecke außer Betrieb) | 19,6                 | Nunkirchen (bis hier Trasse geräumt)        | Nunkirchen (bis hier Trasse geräumt)        |
| Bahnübergang (Strecke außer Betrieb) | 17,7                 | B 268                                       | B 268                                       |
| Haltepunkt / Haltestelle (Strecke außer Betrieb) | 17,6                 | Münchweiler                                 | Münchweiler                                 |
| Betriebs-/Güterbahnhof Strecke bis hier außer Betrieb | 17,2                 | Homanit (früher HoLo) Werksgelände          | Homanit (früher HoLo) Werksgelände          |
| Bahnübergang | 16,9                 | B 268                                       | B 268                                       |
| Bahnhof | 16,6                 | Dellborner Mühle (Anfang Museumszugbetrieb) | Dellborner Mühle (Anfang Museumszugbetrieb) |
| Bahnhof | 15,2                 | Niederlosheim                               | Niederlosheim                               |
| Bahnhof | 12,6                 | Losheim (Saar)                              | Losheim (Saar)                              |
| ehemalige Grenze |                      | (1920–1935 Grenze des Saargebiets)          | (1920–1935 Grenze des Saargebiets)          |
| Bahnhof | 7,4                  | Bachem                                      | Bachem                                      |
| Bahnhof | 4,9                  | Merzig-Brotdorf                             | Merzig-Brotdorf                             |
| Bahnhof | 1,8                  | Merzig (Saar) Ost (Ende Museumszugbetrieb)  | Merzig (Saar) Ost (Ende Museumszugbetrieb)  |
| Verschwenkung von rechts · Verschwenkung von rechts |                      | Saarstrecke von Trier                       | Saarstrecke von Trier                       |
| Bahnhof · Strecke |                      | Merzig (Saar)                               | Merzig (Saar)                               |
| Strecke · Dienststation / Betriebs- oder Güterbahnhof | 0,0                  | Merzig, Anschluss (später Merzig Süd)       | Merzig, Anschluss (später Merzig Süd)       |
| Verschwenkung nach links · Verschwenkung nach rechts |                      | Saarstrecke nach Saarbrücken                | Saarstrecke nach Saarbrücken                |

Die Bahnstrecke Merzig Süd–Büschfeld (Merzig-Büschfelder Eisenbahn) war eine normalspurige Eisenbahnstrecke und verband das Saartal bei der saarländischen Kreisstadt Merzig mit der Staatsbahnstrecke Saarbrücken–Lebach–Nonnweiler am Südwestrand des Hunsrücks. Heute wird auf einem Teil der Strecke eine Museumsbahn im Gelegenheitsverkehr betrieben. Zwischen dem Werksgelände der Firma Homanit (Industriepark Holz) bei Niederlosheim und Büschfeld sind die Gleise abgebaut.

## Merzig-Büschfelder Eisenbahn GmbH

### Gesellschaft
Eröffnet wurde die 22 km lange Strecke am 6. Juli 1903 unter der Kleinbahn Merzig-Büschfeld GmbH, die am 27. September 1901 gegründet worden war. Dieser Name wurde 1942 in Merzig-Büschfelder Eisenbahn GmbH geändert.
Die Anteile der GmbH verteilten sich zu je einem Drittel auf den preußischen Staat, den Provinzialverband der Rheinprovinz und den Kreis Merzig; 1961 waren die Inhaber die Bundesrepublik Deutschland, der Landschaftsverband Rheinland und der Landkreis Merzig-Wadern. Bald darauf wurde das Saarland einziger Gesellschafter der GmbH.

### Geschichte
Nach dem Ersten Weltkrieg wurde der Kreis Merzig teilweise dem Saargebiet zugeteilt; die Bahn überschritt die Grenze zur Rheinprovinz zwischen Bachem und Losheim, wo die jeweiligen Zollämter eingerichtet wurden. Obwohl die neue Situation der Bahn viele Schwierigkeiten brachte, verkehrten die Züge durchgehend in den neu entstandenen Restkreis Wadern. Nach der Rückgliederung des Saargebiets in das Deutsche Reich im Jahre 1935 besserte sich die wirtschaftliche Lage des Unternehmens erheblich. Zum 1. Mai 1940 erhielt die Strecke „für die Dauer des Krieges“ eine eigene Bahnmeisterei. Der Zweite Weltkrieg brachte – vor allem in der Endphase – erhebliche Beschränkungen und Zerstörungen an den Betriebsanlagen.
Ende der 1950er Jahre begann die schrittweise Stilllegung. Ab 1. November 1959 fuhren die Triebwagen nur noch bis Losheim, und ab 26. Mai 1962 ruhte auf der ganzen Strecke der Personenverkehr. Der Güterverkehr zwischen Nunkirchen und Büschfeld kam bereits am 1. April 1960 zum Erliegen, hielt sich aber auf dem verbliebenen Abschnitt noch bis zum Jahresende 1987. Dann erlosch die Konzession für den Schienenverkehr. Nur zwischen Merzig und Merzig Ost war bis zum 15. Dezember 2002 noch Güterverkehr möglich.
Die Bahngesellschaft hatte bereits am 1. Februar 1953 einen eigenen Kraftverkehrsbetrieb eröffnet, der 1961 dreizehn Omnibusse besaß. 1975 waren es schon 24 Busse, mit denen fünf Linien im Kreisgebiet und darüber hinaus bis nach Völklingen sowie eine Stadtlinie in Merzig bedient wurden. Für den Güterverkehr auf der Straße waren anfangs ein Lastzug und 1975 sieben LKW mit Anhängern vorhanden. Auch der Omnibusverkehr der MBE wurde Ende des Jahres 1987 aufgegeben und vom Geschäftsbereich Bahnbus der Deutschen Bundesbahn übernommen.
Das Saarländische Landesarchiv übernahm nach der Geschäftsaufgabe das Archiv der Merzig-Büschfelder Eisenbahn GmbH und bildete aus Gründen der Bestandserhaltung zwei Teilbestände. Der Bestand „Merzig-Büschfelder-Eisenbahn (MBE)“ beinhaltet die Akten seit 1898 im Umfang von zwei Regalmetern und der Bestand „Plänesammlung der Merzig-Büschfelder-Eisenbahn (Plan MBE)“ 226 Einzelpläne seit 1913 zu Streckenverlauf, Gleisanschlüssen sowie verschiedenen Bauwerken.

### Triebfahrzeuge
An Triebfahrzeugen waren vorhanden: 1939 vier Dampfloks und ein Triebwagen, 1961 zwei Dieselloks des Typs Jung R 30 C und fünf Triebwagen, 1975 nur noch die zwei Dieselloks. Beide Lokomotiven wurde 1989 von dem Museums-Eisenbahn-Club Losheim übernommen.

## Museumsbahn
Seit 1982 führt der Museumseisenbahnclub Losheim (MECL) Fahrten auf der verbliebenen Strecke der MBE durch: 1988 erhielt er die Konzession für den Gelegenheitsverkehr auf der Strecke Merzig Ost–Losheim–Nunkirchen. Dafür sind zwei Dampf- und fünf Diesellokomotiven vorhanden. Derzeit wird die Strecke an ein bis zwei Tagen im Monat bis zur Dellborner Mühle, 1,4 km östlich von Niederlosheim, befahren. Eigentümer der Strecke und Infrastrukturunternehmen (EIU) ist die Gemeinde Losheim. Im Jahr 2017 und wieder seit September 2022 ist die Strecke durch die saarländische Landeseisenbahnaufsicht wegen Mängeln an den Schienen gesperrt.

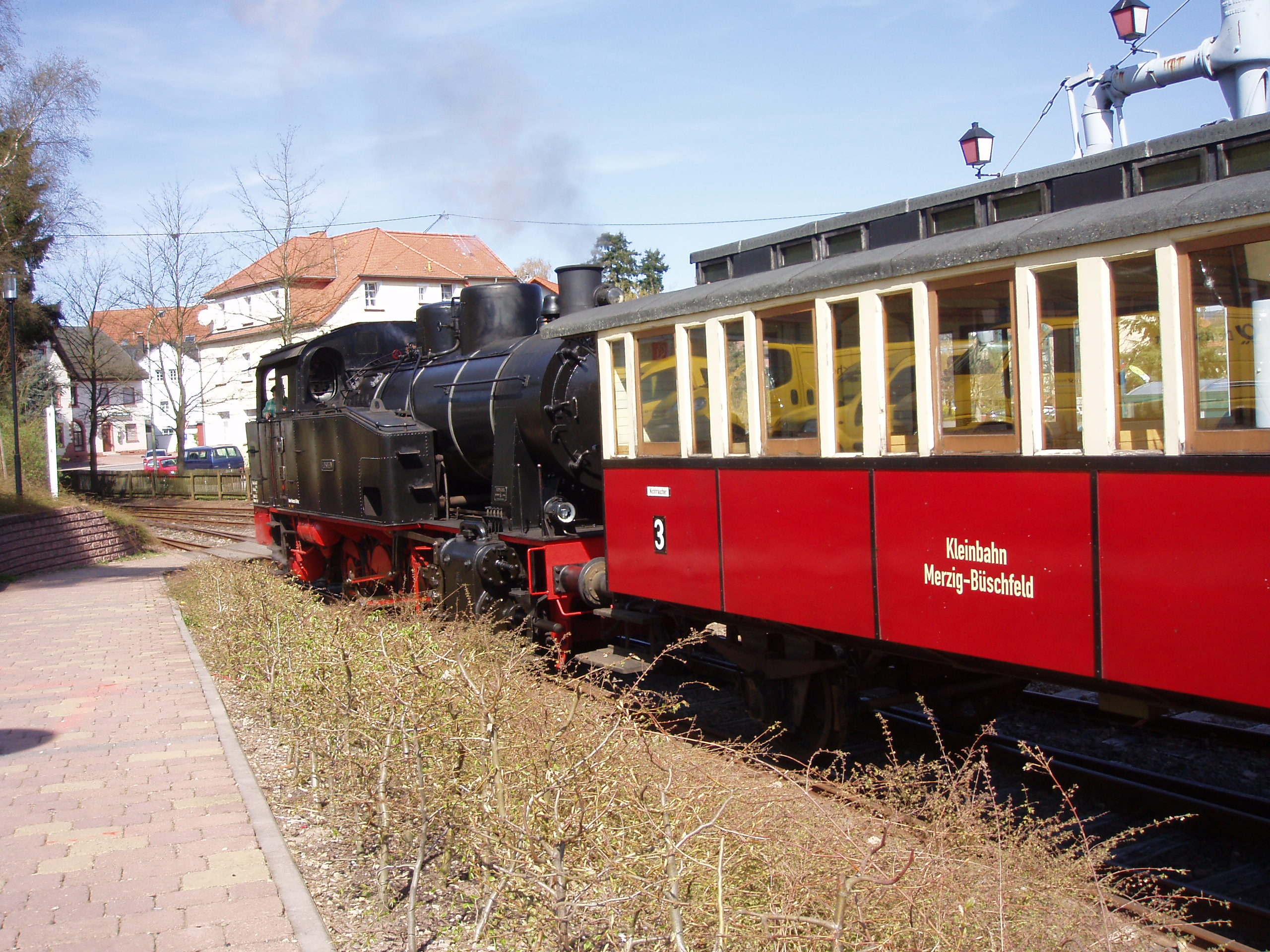
Museumszug in Losheim
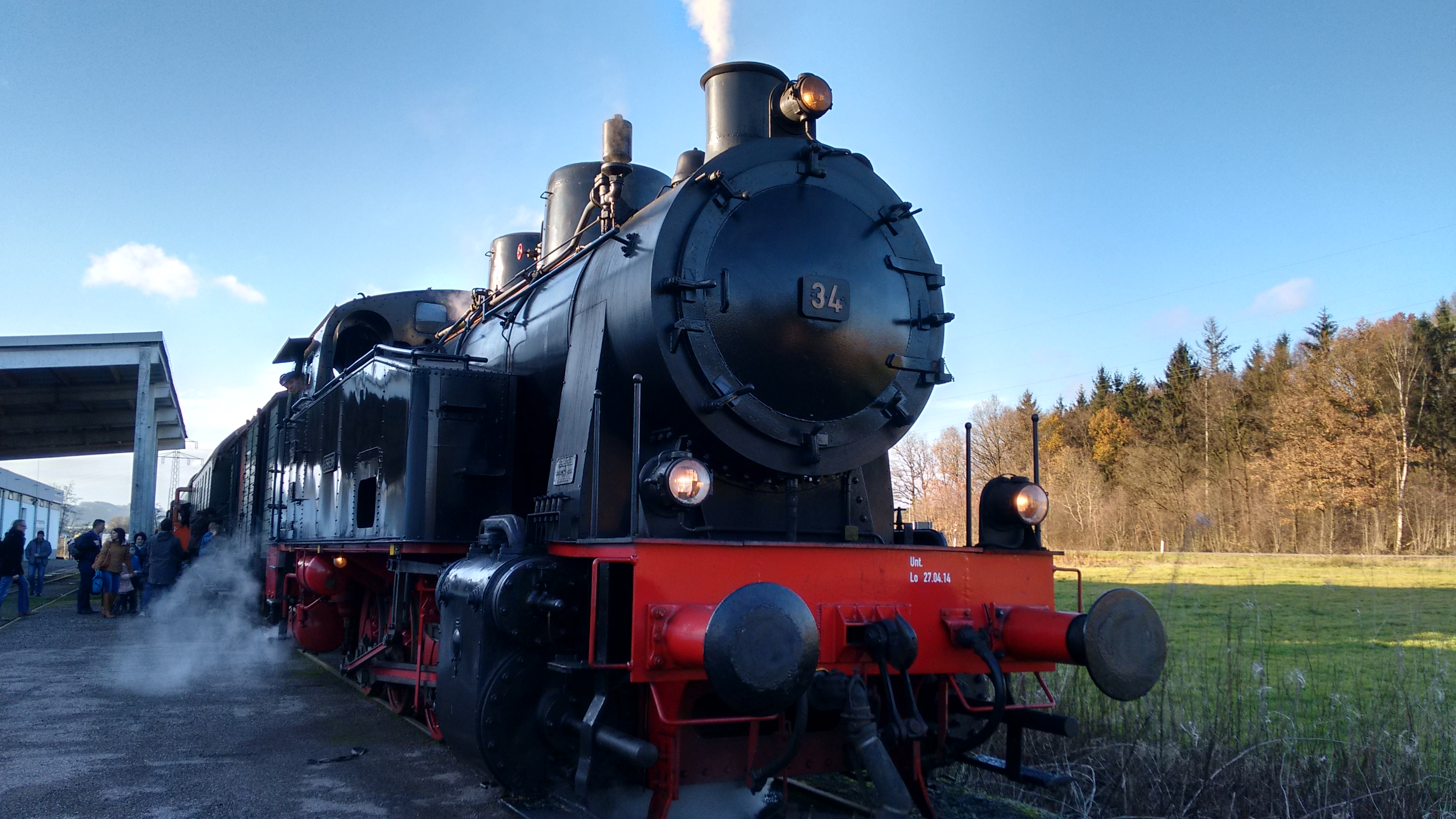
Dampflok 34 'Losheim' der Museumsbahn Losheim im Bahnhof Dellborner Mühle
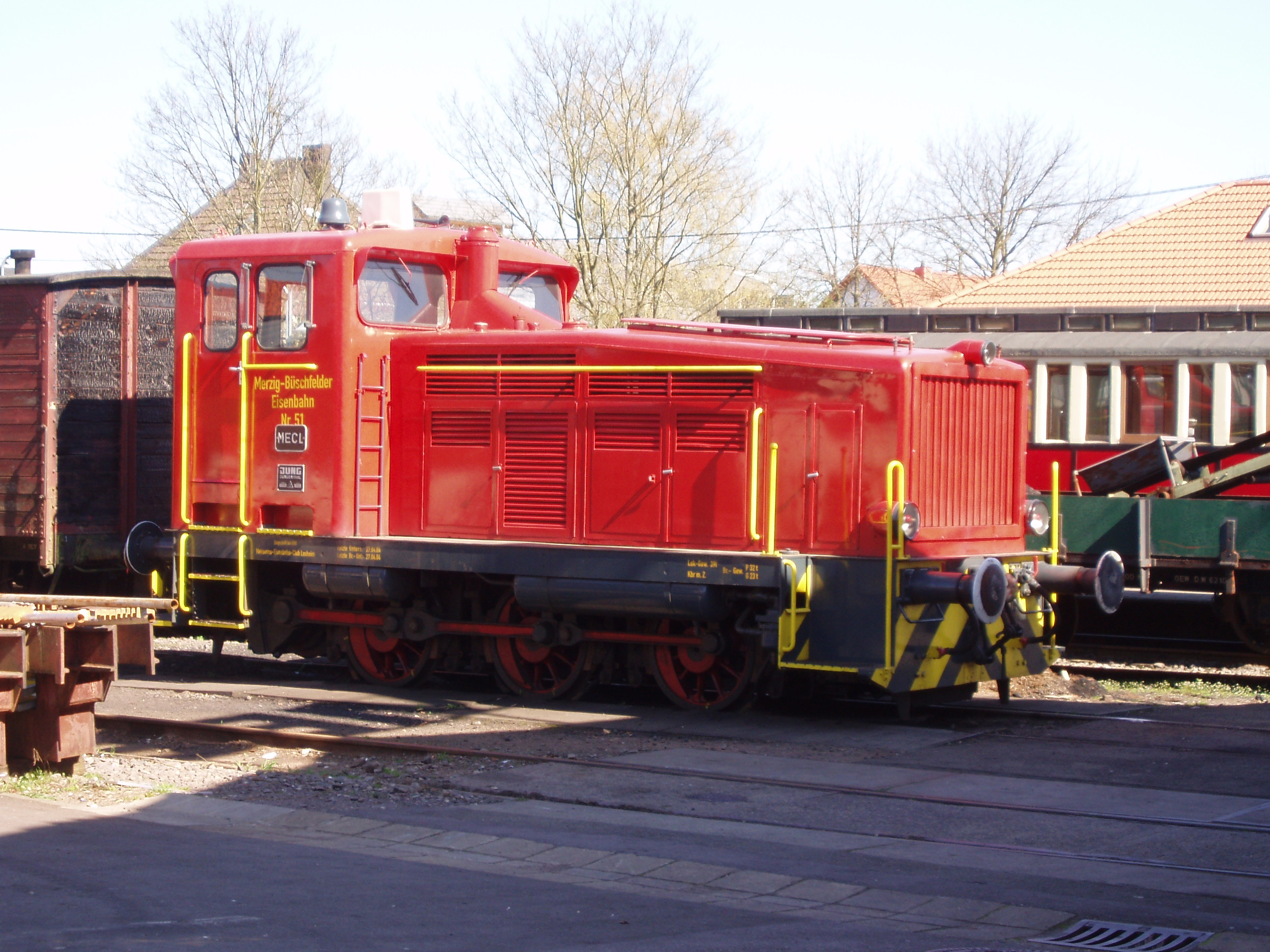
MBE / MECL 51 (Jung R 30 C)

## Kurzzeitige Wiederaufnahme des Güterverkehrs und mögliche Reaktivierung für den Personenverkehr
Nachdem der Gleisanschluss zur holzverarbeitenden Firma Homanit östlich von Niederlosheim von 1997 bis 2001 genutzt und anschließend stillgelegt worden war, nahm sie im September 2007 ihr Anschlussgleis wieder in Betrieb und eröffnete dieses feierlich am 25. Oktober in Anwesenheit von Landes- und Lokalpolitikern. Hintergrund war, dass das Unternehmen bereits 2006 aufgrund zwischenzeitlicher Engpässe in der Rohholzversorgung auf Schienengüterverkehr umgestellt hatte, für die Reststrecke Güterverkehrsstelle Dillingen–Homanitwerk Niederlosheim aber zunächst auf LKW umladen musste. Die Gemeinde Losheim am See investierte 100.000 Euro in die Grundsanierung der Strecke ab Merzig für den Güterverkehr. Auch das Saarland war finanziell beteiligt. Nach der Reaktivierung fuhr einmal wöchentlich ein Güterzug aus Dillingen über Merzig zur Homanit und zurück. Das Unternehmen plante zu diesem Zeitpunkt eine deutliche Ausweitung des Güterverkehrs über die Schiene. Schon nach kurzer Zeit wurde die Bedienung im Schienengüterverkehr aus wirtschaftlichen Gründen jedoch wieder eingestellt, die Logistik erfolgt wieder auf dem Straßenweg.
Im Rahmen des im Jahr 2021 vom saarländischen Ministerium für Wirtschaft, Arbeit, Energie und Verkehr veröffentlichten Verkehrsentwicklungsplans ÖPNV Saarland wurde das Reaktivierungspotenzial verschiedener Bahnstrecken für den Personenverkehr im Saarland untersucht. Dabei wurde eine grobe Nutzen-Kosten-Abschätzung für die zwei Varianten Merzig–Losheim und Merzig–Wadern über Losheim und Büschfeld jeweils inklusive einer Elektrifizierung vorgenommen, die nur für die kürzere Variante positiv ausfiel. Für diese Variante sowie vier weitere Strecken gab das Ministerium daher eine Machbarkeitsstudie in Auftrag. Im Dezember 2021 teilte das Unternehmen Homanit mit, im Zuge einer angekündigten größeren Investition in den Standort Losheim den Gleisanschluss erneut reaktivieren zu wollen.  Anfang 2023 wurde medial über eine Online-Petition zum Umbau der Strecke in einen Bahntrassenradweg und über eine gegenteilige Petition als Reaktion darauf berichtet. Der ADFC Merzig positionierte sich in einer Stellungnahme gegen den Bahntrassenradweg, solange die Aussicht auf eine Reaktivierung der Bahnstrecke bestünde.
Ende 2024 stellte die saarländische Landesregierung die Ergebnisse der Machbarkeitsstudie vor. Die positive Kosten-Nutzen-Analyse wird hier bestätigt, womit die Voraussetzungen für eine Bundesförderung gegeben sind. Die Strecke sollte möglichst im Halbstundentakt betrieben werden. Der Baubeginn wurde unter Berücksichtigung der Erfahrungswerte für die Dauer der einzelnen Leistungsphasen in etwa zwischen 2034 und 2040 erwartet. Der Bund hätte den Großteil der Kosten übernommen, gleichwohl lehnten die Gemeinderäte sowohl Merzigs als auch Losheims aus Sorge vor Folgekosten eine Reaktivierung ab.